# ۹۵۰ (خورشیدی)
۹۵۰ نهصد و پنجاهمین سال هجری خورشیدی است.